# Velička (March)
Die Velička (deutsch Weleczka) ist ein linker Nebenfluss der March in Tschechien.

## Geographie
Die Velička entspringt am Nordwesthang der Velká Javořina (970 m) in den Weißen Karpaten unterhalb des Naturreservates Javořina. Sie fließt zunächst durch ein bewaldetes Tal an der Hubertova bouda vorbei nach Nordwesten. Über Uherskohradišťské Vápenky, Fojtické Mlýny, Podširocké Mlýny, Čerešnické Mlýny, Hryzlácké Mlýny, Zámečnické Mlýny und Suchovské Mlýny führt der weitere Lauf in westliche Richtungen. Bei der Siedlung Pod Kozimelkou wird das Tal der Velička als Naturreservat Jazevčí geschützt. Es folgen Petruchův Mlýn, Kománkův Mlýn, Javorník, Velká nad Veličkou, Žilkův Mlýn, Horákův Mlýn, Louka und Lipov. Zwischen Javorník und Lipov führt die Bahnstrecke Nové Mesto nad Váhom–Veselí nad Moravou entlang der Velička. Um Louka und Lipov liegen am Flusslauf die Naturreservate Hloží, Háj u Louky und Háj u Lipovy.
Bei Tasov verlässt der Fluss die letzten Ausläufer der Weißen Karpaten und tritt in die mährische Ebene ein. Der Unterlauf der Velička führt vorbei an Hroznová Lhota, Kněždub, Žeraviny und Strážnice. Nördlich von Strážnice führt der Baťův kanál über die Velička. Nach 40,24 km mündet der Fluss drei Kilometer westlich von Strážnice in die March. Ihr Einzugsgebiet beträgt 184,73 km².
Im Mündungsgebiet befinden sich an der March die Naturreservate Osypané břehy, Oskovec und Oskovec II.
Ursprünglich mündete die Velička am Schloss Strážnice in die Morávka. Nach dem zwischen 1935 und 1938 erfolgten Ausbau dieses Flussarmes der March zum Baťův kanál erhielt die Velička eine direkte Einleitung in die March. Der Kanal überbrückt den Fluss, an der Brücke führen zwei Überläufe zur Velička.

## Zuflüsse
- Kamenný potok (r), Vápenky
- Lhotský potok (l), Zámečnické Mlýny
- Kazivec (r), Suchovské Mlýny
- Hrubý potok (l), Javorník
- Kuželovský potok (l), bei Hroznová Lhota
- Kozojídka (r), bei Žeraviny
- Újezdský potok (l), Mlýn Hatě